# دافيد بويسين
دافيد بويسين (بالدنماركية: David Boysen)‏ (30 أبريل 1991 في الدنمارك - ) هو مدرب كرة قدم ولاعب كرة قدم دانمركي في مركز الهجوم. شارك مع منتخب الدنمارك تحت 17 سنة لكرة القدم ومنتخب الدنمارك تحت 19 سنة لكرة القدم. أما مع النوادي، فقد لعب مع نادي بروندبي ونادي لينغبي وAkademisk Boldklub ‏ ونادي فيبورج.

## روابط خارجية
- دافيد بويسين على موقع قاعدة بيانات كرة القدم.إي يو (الإنجليزية)
- دافيد بويسين على موقع Soccerway.com (الإنجليزية)